# Het Bos van het Gefluister (B. Tsjajkovski)
Boris Tsjajkovski schreef de muziek bij Het Bos van het Gefluister in 1953.
Het is muziek bij een radio-uitvoering (hoorspel?) van een verhaal van de Russische schrijver Vladimir Korolenko, waarschijnlijk uit de 19e eeuw. Na de uitvoering op de radio is het geheel verloren gegaan, totdat in de archieven van de Moskou Omroep Bibliotheek in 2003 de partituur weer opdook. Op basis van die partituur is nu een suite gearrangeerd, die Tsjajkovski zelf ook wilde maken.

## Delen
1. Moderato;
2. Moderato;
3. Allegro;
4. Molto vivace;
5. Andante.

De muziek is vlot geschreven en melodieus. Dit was geheel in de trant die toen voorgeschreven werd door de Componistenbond, die het voor het zeggen had in de Sovjet-Unie van die tijd. De suite duurt ongeveer 13 minuten. Alhoewel Boris Tsjajkovski geen familie is van en nooit Pjotr Iljitsj Tsjajkovski heeft ontmoet, komt deze muziek toch aardig in de buurt in de stijl van zijn naamgenoot.

## Orkestratie
- 1 piccolo, 2 dwarsfluiten, 2 klarinetten
- 4 hoorns, 2 trompetten, 3 trombones
- 1 stel pauken, kleine trom, bekkens, grote trom, harp, piano, en eventueel een gusli;
- 8 eerste violen, 6 tweede violen, 4 altviolen , 4 celli en 2 contrabassen.

## Discografie
Uitgave Naxos

## Bron
- Uitgave Naxos
- Boris Tsjajkovski Foundation (orkestratie)